# Chlorophorus quatuordecimmaculatus
Chlorophorus quatuordecimmaculatus là một loài bọ cánh cứng trong họ Cerambycidae.